# Parque nacional de Mu Ko Chumphon
El Parque nacional de Mu Ko Chumphon es un área protegida del sur de Tailandia, en la provincia de Chumphon. Tiene una superficie de 317 kilómetros cuadrados y fue declarado en 1999, inicialmente con el nombre de parque nacional de Hat Sai Ri. 
Está situado en el golfo de Tailandia y presenta un paisaje variado de playas, bahías, manglares y montañas, así como un archipiélago de 41 islas.